# Dibamus taylori
Espèce
Dibamus taylori est une espèce de sauriens de la famille des Dibamidae.

## Répartition
Cette espèce est endémique des Petites îles de la Sonde en Indonésie.

## Étymologie
Cette espèce est nommée en l'honneur de Edward Harrison Taylor.

## Publication originale
- Greer, 1985 : The relationships of the lizard genera Anelytropsis and Dibamus. Journal of Herpetology, vol. 19, n. 1, p. 116-156.